# Magazine (Arkansas)
Magazine és una població dels Estats Units a l'estat d'Arkansas. Segons el cens del 2000 tenia 915 habitants.

## Demografia
Segons el cens del 2000, Magazine tenia 915 habitants, 347 habitatges, i 261 famílies. La densitat de població era de 212,8 habitants/km².
Dels 347 habitatges en un 34,3% hi vivien nens de menys de 18 anys, en un 55% hi vivien parelles casades, en un 14,1% dones solteres, i en un 24,5% no eren unitats familiars. En el 21,6% dels habitatges hi vivien persones soles el 13% de les quals corresponia a persones de 65 anys o més que vivien soles. El nombre mitjà de persones vivint en cada habitatge era de 2,64 i el nombre mitjà de persones que vivien en cada família era de 3,02.
Per edats la població es repartia de la següent manera: un 29,1% tenia menys de 18 anys, un 7,8% entre 18 i 24, un 25,8% entre 25 i 44, un 22,2% de 45 a 60 i un 15,2% 65 anys o més.
L'edat mediana era de 35 anys. Per cada 100 dones de 18 o més anys hi havia 91,4 homes.
La renda mediana per habitatge era de 27.438 $ i la renda mediana per família de 31.534 $. Els homes tenien una renda mediana de 23.182 $ mentre que les dones 17.656 $. La renda per capita de la població era de 14.441 $. Entorn del 13,8% de les famílies i el 18,1% de la població estaven per davall del llindar de pobresa.

## Poblacions més properes
El següent diagrama mostra les poblacions més properes.